# Iguala
Iguala, Iguala de la Independencia – miasto w Meksyku, w stanie Guerrero (trzecie pod względem liczby ludności w tym stanie) położone w odległości około 100 km od stolicy stanu – Chilpancingo. Jest starym miastem powstałym jeszcze w czasach prekolumbijskich. W 2010 roku liczyło ponad 110 tys. mieszkańców. Jest siedzibą gminy o tej samej nazwie.
W mieście rozwinął się przemysł spożywczy, hutniczy oraz rzemieślniczy.

## Atrakcje turystyczne
Spośród wielu budynków na wyróżnienie zasługuje kościół pw. Św. Franciszka, którego budowę rozpoczęto w 1800 roku a ukończono w połowie XIX wieku. Otoczony jest okazałymi drzewami tamaryndowca, co sprawia, iż miasto nazywane jest "la Ciudad Tamarindera" (Miasto tamaryndowców).

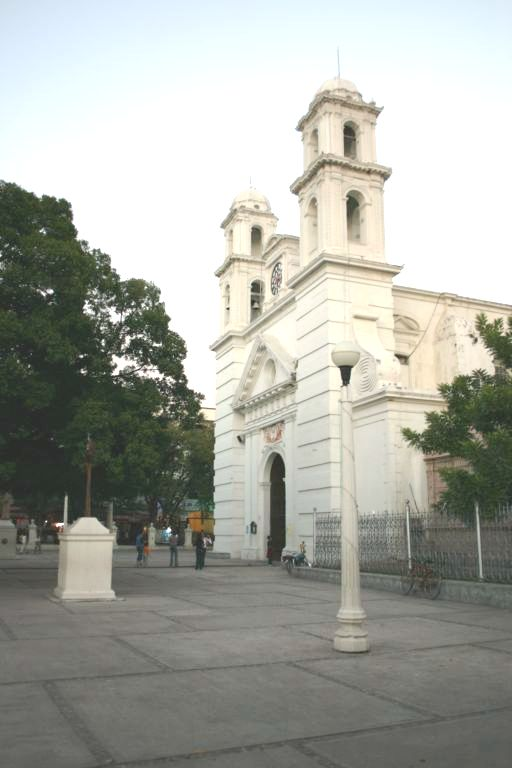
Kościół pw. św. Franciszka w Iguali